# Belanovce (Lipkovo)
Belanovce (macedónul: Белановце, albánul Bellanoci) település Észak-Macedóniában, a Északkeleti körzetben, Lipkovo községben.

## Népesség
| Lakosok száma | 407  | 415  | 330  | 241  | 55   | 11   | 12   | 7    | 10   |
|               | 1948 | 1953 | 1961 | 1971 | 1981 | 1991 | 1994 | 2002 | 2021 |

- 2002-ben 7 lakosa volt, akik mindannyian albánok.